# الرابطة البرلمانية 1989–90
الرابطة البرلمانية 1989–90 (بالإنجليزية: 1989–90 Isthmian League)‏ هو موسم من دوري إسثميان، وهو دوري للأندية شبه المحترفة في إنجلترا، فاز فيه نادي سلاو تاون.